# Али Абу Хассун
Абу аль-Хасан Абу Хассун Али ибн Мухаммад, или Али Абу Хассун (ум. 1554) — султан Марокко из династии Ваттасидов (1547—1554).

## Биография
Али Абу Хассун в 1545 году сменил на троне Марокко султана Ахмеда, который был взят в плен его южными соперниками Саадитами. Али Абу Хасун стал регентом для молодого сына Ахмеда Насира аль-Касири.
После прихода к власти Али Абу Хассун принес вассальную клятву османам, чтобы получить их поддержку.
Ахмед был освобожден из плена через два года и смог вернуться на трон в 1547-1549 годах, но к 1549 году Фес, а затем и Тлемсен были завоеваны Саадитами под руководством их лидера Мохаммеда аш-Шейха. Султан Ахмед в том же году был убит, и Али Абу Хассун снова стал регентом, но, поскольку его страна была оккупирована саадитами, ему было предложено убежище в Османском Алжире.
После завоевания саадитами Королевства Тлемсен в 1549 году Али Абу Хассун смог с помощью османов под руководством Салиха Рейса вернуть Фес в 1554 году. Али Абу Хассун был провозглашен султаном Феса при поддержке янычаров. Вскоре он расплатился с турецкими войсками и передал им базу Пеньон-де-Велеса, которую марокканцы отвоевали в 1522 году.
Однако победа была недолговечной. Али Абу Хассун был разбит и убит саадитами в битве при Тадле в сентябре 1554 года. Мохаммед аш-Шейх смог вернуть себе Фес и стал бесспорным правителем Марокко, установив династию Саадитов как правящую. Затем он начал переговоры с Испанией о вытеснении Османской империи из региона.